# 苏奇
苏奇，是匈牙利赫维什州所辖的一个村。总面积8.49平方公里，总人口423，人口密度49.8人/平方公里（2011年1月1日）。